# تايك (الفيل)
تايك أُنثى الفيل (1974 - 20 أغسطس 1994) فيلة أفريقية من موزامبيق ماتت مقتولة برصاص الشرطة في مدينة هونولولو بهواي الأمريكية في 20 أغسطس 1994، بعد ان احدثت رعبا في السيرك وفي شوارع المدينة خلال أداء عرض في السرك قتلت مدربها، ألين كامبل، ثم ركضت في شوارع المدينة لأكثر من ثلاثين دقيقة تحطم أي شيء يقف في طريقها. وبسبب عدم تمكنهم من تهدئتها فتحت الشرطة المحلية النار عليها.
وتعتبر من أشهر الفيلة في تاريخ البشرية حيت تم توثيق جميع الأحداث وإذعاتها في نشرات الأخبار في جميع قنوات العالم وبجميع اللغات.

## وصلات خارجية
- (وثائقي قصير) فيديو عن أحداث الفيلة تايكي سنة 1994